# Політичні інститути
Політи́чний інститу́т, частіше вживається в множині політичні інститути — різновид соціальних інститутів, завданнями яких є встановлення, виконання та підтримання влади. Поняття «політичний інститут» виникло на основі стабільної та повторюваної моделі відтворення влади в суспільстві, що має спільні риси організації в будь-якому суспільстві. Поняття є досить розмитим, часто терміном може означатись якась окремо взята норма чи стала система звичаїв, тобто, політика (англ. policy) встановленого (лат. institūtus) взаємовідношення до такої норми в суспільстві.

## Стійкість та сталість
Стійкість та сталість політичних інститутів, яка склалась протягом довгого часу, пояснюється нормами, санкціями та звиканням. Перераховані властивості прийнято називати атрибутами інституту.
- Норми, що регламентують характер взаємодії, їх стабільність, цінність, корисність
- Санкції, що перешкоджають відхиленню від нормативних моделей поведінки
- Звикання людей до складеного інституційного порядку.

Перераховані норми роблять політичні інститути об'єктивними, самовідтворюваними, незалежними від волі та бажання окремих індивідів. Таким чином, поведінка окремих індивідів, їхніх норм та правил стає не впливовою в суспільстві.

## Склад
Типово, політичний інститут може складатись із:
- Певних груп людей, уповноважених суспільством виконувати соціально значущі функції;
- Організацій, для виконання різних функцій;
- Сукупності матеріальних та інших засобів діяльності, що дозволяють організаціям або групам осіб виконувати політичні дії;
- Сукупності політичних ролей та сталих норм, важливих для суспільства в цілому.[1]

## Види
Існування політичних інститутів окремо від сучасного суспільства неможливе, політичний інститут реалізуються тільки в діях людей, що відтворюють відповідний тип відносин та взаємодій. Прототипи розвитку політичних інститутів є на всіх етапах розвитку суспільства, у сучасному суспільстві існують такі основні політичні інститути:
- Інститут держави — є центральним, базовим елементом організації суспільства в політичну систему;[2]
- Інститут парламентаризму — виконує функції регулювання відносин з приводу створення основних правових норм, законів і представництва інтересів різних соціальних груп в державі;
- Інститути виконавчої влади — регулює систему взаємодій, що складаються між органами, посадовими особами, які здійснюють поточне управління суспільними справами і населенням країни;
- Інститут державної служби — регулює професійну діяльність людей, що належать до особливої статусної групи;
- Інститут глави держави — забезпечує стійке відтворення суспільних відносин, дозволяє лідеру держави виступати від імені всього народу, бути вищим арбітром в суперечках, гарантувати цілісність країни, непорушність конституційних прав громадян;
- Інститут судової влади — регламентує відносини з приводу суперечок і конфліктів, структурує поле політичних владних відносин, роблять взаємодії людей чітко визначеними та стійкими.